# Анджей Цетнер
А́нджей Це́тнер з Чертвиць (бл. 1591 — 1624) — польський шляхтич, військовик, урядник, політичний діяч Королівства Польського. Представник роду Цетнерів гербу Пшерова.

## Життєпис
Народився близько 1591 року. Син Бальцера Цетнера.
У молодому віці подорожував, пізніше став військовиком. Брав участь у війні з московитами (зокрема, 1609 року під Смоленськом командував значною частиною війська). Брав участь у поході на Волощину під командуванням гетьмана Станіслава Жолкевського. Під Цецорою потрапив у полон до турків його брат Александер, якого викупили завдяки старанням Анджея. 1623 року разом із братом підписав ухвалу до землян Руського воєводства у справі посполитого рушення проти татар. Мав посади: королівський стольник, львівський підчаший (з 1617 року, перейшов із попередньої). Наприкінці життя був придворним короля. 
Був одружений із дочкою белзького каштеляна Мацея Лесньовського Катажиною, яка (за його заповітом) поховала померлого у Львові біля матері, поставила надгробок «in turri curiae urbis». Дітей не мав.
Помер 1624 року на 33-му році життя.